# Ždírec (Jihlava)
Ždírec é uma comuna checa localizada na região de Vysočina, distrito de Jihlava.